# Gonomyia impedita
Gonomyia impedita är en tvåvingeart som beskrevs av Alexander 1946. Gonomyia impedita ingår i släktet Gonomyia och familjen småharkrankar. Inga underarter finns listade i Catalogue of Life.